# Lagideus
Lagideus – rodzaj błonkówek z rodziny Pergidae.

## Zasięg występowania
Przedstawiciele tego rodzaju występują w Ameryce Południowej i Północnej od Meksyku na płn. po Argentynę i Chile na płd.

## Systematyka
Do  Lagideus zalicza się 30 gatunków:

- Lagideus albitarsis
- Lagideus badoae
- Lagideus besus
- Lagideus boyaca
- Lagideus cellius
- Lagideus crinitus
- Lagideus effus
- Lagideus flavus
- Lagideus gerus
- Lagideus inonus
- Lagideus isidro
- Lagideus kolonus
- Lagideus longicus
- Lagideus luticus
- Lagideus magdalena
- Lagideus mexicanus
- Lagideus mulsus
- Lagideus oranus
- Lagideus podocarpus
- Lagideus rious
- Lagideus romius
- Lagideus schmidti
- Lagideus tapanti
- Lagideus townesi
- Lagideus ucratus
- Lagideus votatus
- Lagideus wuncatus
- Lagideus wygodzinskyi
- Lagideus yantuus
- Lagideus zisetus